# فوجیوارا نو تادابومی
فوجیوارا نو تادابومی (به ژاپنی: 藤原 忠文 ふじわら の ただぶみ); ۱ ژانویهٔ ۰۸۷۳ – ۱۶ ژوئیهٔ ۰۹۴۷) سامورایی یک ژنرال و شوگون در دوره هی‌آن اهل ژاپن بود.
در سال ۹۳۹ به عنوان مشاور شورا منصوب شد و به اشراف دربار ارتقا یافت.
در سال ۹۴۰ برای سرکوب تایرا نو ماساکادو که شورشی را در منطقه کانتو به راه انداخته بود، به عنوان «اوئه‌مون نو کو» و شوگون شرق (征東大将軍) منصوب شد و با وجود ۶۸ سال سن، مسئول تعقیب ماساکادو شد. با این حال، قبل از رسیدن تادابومی به منطقه کانتو، ماساکادو توسط تایرا نو ساداموری، فوجیوارا نو هیده‌ساتو و دیگران (شورش تایرا نو ماساکادو) شکست خورده بود. سال بعد، در سال چهارم تنگی (دوره) (۹۴۱)، او به عنوان شوگون غرب (征西大将軍) منصوب شد تا فوجیوارا نو سومیتومو را که در دریای داخلی ستو شورش کرده بود، سرکوب کند، اما به دلیل تلاش‌های اوکورا هارومی (大蔵春実) و دیگران، فرصت جنگیدن پیدا نکرد و شورش توسط آنها شکست خورد. وی پس از شورش به عنوان وزیر امور عمرانی نیز خدمت کرد. او در ۲۶ ژوئن ۹۴۷، اولین سال از دوران تنریاکو (۹۴۷)، در سن ۷۵ سالگی درگذشت.